# 揖宿神社
揖宿神社（いぶすきじんじゃ）は鹿児島県指宿市東方にある神社。旧名「開聞新宮九社大明神」、かつては「しんぐう神社」と訓んだ。

## 祭神
大日孁貴命（天照大御神）を主祭神とし、相殿に御子神（天之忍穂耳命・天之穂日命・天津日子命・活津日子根命・熊野久須毘命・多紀理毘売命・狭依日売命・多岐津比売命）を合わせ祀り、摂社に東之宮（彦火火出見命）・二龍宮（和田都美命）・聖宮（塩土翁命）・懐殿宮（昭美日月命）・西之宮（天命開別命）・姉姫宮（豊玉姫命）・天井宮（玉依姫命）・荒仁宮（大己貴命）を奉斎する。
主祭神と摂社8柱の神をあわせて開聞新宮九社大明神と唱え、1968年（昭和43年）3月19日に市内十二町字諏訪に鎮座していた南方神社建御名方命を合祀する。

## 沿革
社伝に依れば慶雲3年（706年）にこの地に行幸した天智天皇の遺品を奉じて作られた「葛城宮」が創始という。その後、貞観16年（874年）の開聞岳の噴火により被災した枚聞神社を避難遷宮し「開聞新宮九社大明神」と称するようになった。
明治になって「揖宿神社」と改称し、郷社に列した。現在は単立神社である。

## 社殿
現存する社殿は弘化4年（1847年）、島津斉興によって建てられたもので、本殿は入母屋造妻入、石造の鳥居は鹿児島市の甲突五石橋を造った肥後国石工・岩永三五郎の作、手水鉢は調所広郷の寄進による。
社殿は、本殿・舞殿・拝殿・勅使殿を一列に配し、勅使殿の左右に東長庁・西長庁を備える建物群である。以上の社殿は総楠造りで、棟梁は阿蘇鉄也（川内市の新田神社・姶良市の蒲生八幡神社を造営）である。
社殿は1992年（平成4年）3月2日に指宿市の有形文化財に指定。

## 文化財

### 鹿児島県指定有形文化財
- 能面3面 - 室町時代頃の作。1959年（昭和34年）6月10日指定。

### 鹿児島県指定天然記念物
- 揖宿神社の社叢 - 境内森林の鬱蒼とした景観。平成15年（2003年）4月22日指定。それ以前は群生する楠8株が指宿市の天然記念物に指定されていた（1972年（昭和47年）2月1日指定）。

### 指宿市指定有形文化財
- 本殿･舞殿･拝殿・勅使殿

### 指宿市指定有形民俗文化財
- 田の神依代ムクノキ - 社前に立つ椋。1976年（昭和51年）3月8日指定。